# Areopaag van Oostelijk Continentaal Griekenland
De Areopaag van Oostelijk Continentaal Griekenland (Grieks: Ανατολική Χέρσος Ελλάς) was een voorlopig regime dat bestond in het oosten van Centraal-Griekenland tijdens de Griekse Onafhankelijkheidsoorlog.

## Achtergrond
Tijdens de beginfase van de Griekse revolutie tegen het Ottomaanse Rijk was er geen overkoepelende autoriteit bij de rebellen. Elke regio koos apart zijn afgevaardigden en probeerde een bestuur op te zetten om de strijd te coördineren. Een van die eerste entiteiten werd gevestigd in oostelijk continentaal Griekenland, dat ruwweg overeenkwam met Roemelië.

## Geschiedenis
De opstand begon in maart 1821 en op 27 maart werd de provinciehoofdstad Salona (huidig Amphissa) veroverd. Het Ottomaanse garnizoen bleef in de citadel tot 10 april, toen de Grieken de citadel bezetten. Intussen werden de Grieken verslagen in de slag bij Alamana door het leger van Omer Vyronis, waarbij oorlogsheld Athanasios Diakos het leven liet. De Ottomaanse oprukking werd echter gestopt in de slag bij Gravia onder leiding van Odysseas Androutsos, die hierna bevelhebber werd van Oost-Griekenland. Vyronis verloor ook de slag bij Vassilika en verloor daar de Morea (Peloponnesos)
Van 15 tot 20 november 1821 werd er een raad bijeengeroepen in Salona, waar de voorname plaatselijke edelen en militaire leiders aan deelnamen. Onder leiding van Theodoros Negris, werd er een proto-grondwet vastgelegd en werd er een regerend orgaan, de Areopaag samengesteld, bestaande uit 71 edelen van Oost-Griekenland, Thessalië en Macedonië.
Officieel werd de areopaag vervangen door de centrale voorlopige administratie in januari 1822 na de Eerste Nationale Vergadering van Epidaurus, maar de raad bleef bestaan en bleef macht uitoefenen tot 1825.